# Harold Alexander
Thống chế Harold Rupert Leofric George Alexander, Bá tước Alexander đệ nhất của Tunis, KG, GCB, OM, GCMG, CSI, DSO, MC, CD, PC (Can), PC (10 tháng 12, 1891 – 16 tháng 6, 1969) là một sĩ quan cao cấp của Lục quân Anh, từng tham chiến trong cả Chiến tranh thế giới thứ nhất và thứ hai, sau đó ông trở thành Toàn quyền Canada và Lord Lieutenant đầu tiên của Đại Luân Đôn vào năm 1965.
Alexander chào đời ở Luân Đôn trong một gia đình quý tộc và theo học tại trường Harrow trước khi được huấn luyện ở Trường Quân sự Hoàng gia ở Sandhurst (Royal Military College, Sandhurst) để trở thành một sĩ quan của Irish Guards. Con đường binh nghiệp của ông thăng tiến khi ông phục vụ trong Thế chiến thứ nhất, được trao tặng nhiều huân huy chương và danh hiệu, và tiếp tục nghiệp nhà binh của mình qua nhiều chiến dịch của quân đội Anh ở châu Âu và châu Á. Trong Chiến tranh thế giới thứ hai, Alexander đã chứng kiến những thời khắc cuối cùng khi quân Đồng minh di tản khỏi Dunkirk và sau đó nắm giữ những chức vụ chỉ huy cấp cao ở mặt trận Miến Điện, Bắc Phi và Italy, trong đó ông từng là Tổng Tư lệnh chiến trường Trung Đông và Tư lệnh Cụm Tập đoàn quân 18 ở Tunisia. Sau đó ông chỉ huy Cụm Tập đoàn quân 15 chiếm Sicilia và tiếp tục chiếm Italy trước khi ông được trao chiếc gậy Thống chế và trở thành Tư lệnh Tối cao quân Đồng minh ở Địa Trung Hải.
Năm 1946, ông được vua George VI chỉ định làm Toàn quyền Canada theo đề xuất của Thủ tướng Canada William Lyon Mackenzie King, để thay thế Alexander Cambridge (Đệ nhất Bá tước của Athlone) làm phó vương. Ông giữ chức vụ này cho đến khi Vincent Massey kế nhiệm năm 1952. Alexander cho thấy lòng nhiệt thành với sự hoang vu của Canada và ông cũng được người Canada yêu mến. Ông là vị toàn quyền cuối cùng không sinh ra ở Canada cho đến khi Adrienne Clarkson làm toàn quyền từ 2000 - 2005 (bà này sinh ở Hongkong năm 1939), ông cũng là vị toàn quyền cuối cùng xuất thân quý tộc Anh.
Sau khi kết thúc thời gian làm phó vương, Alexander trở thành thành viên Viện cơ mật Canada và đồng thời phục vụ trong Nội các của Thủ tướng Winston Churchill với chức danh Bộ trưởng Quốc phòng, do đó ông cũng là thành viên Cơ mật viện Vương quốc Liên hiệp Anh. Alexander nghỉ hưu năm 1954 và qua đời năm 1969.